# روبرت دينسمور هاريسون
روبرت دينسمور هاريسون هو سياسي أمريكي، ولد في 26 يناير 1897، وتوفي في 11 يونيو 1977 في نورفولك في الولايات المتحدة. نشط حزبياً في الحزب الجمهوري. وقد انتخب عضو مجلس النواب الأمريكي ‏.